# Estació de Joncet
Joncet és una estació de ferrocarril de la línia del tren groc situada al poble d'aquest nom, a la comuna de Serdinyà, a la comarca del Conflent, a la Catalunya del Nord.
És en el poble de Joncet, al sud-oest del barri del Bac de Joncet, a la dreta de la Tet i al peu de la carretera D - 27, al Mas d'en Llaurí oest.
| Procedència/Destinació                  | <        | Línia     | >                | Procedència/Destinació    |
| --------------------------------------- | -------- | --------- | ---------------- | ------------------------- |
| : Transport express régional            |          |           |                  |                           |
| Vilafranca de Conflent - Vernet - Fullà | Serdinyà | Tren groc | Oleta-Canavelles | La Tor de Querol - Enveig |